# Saint Cloud (Minnesota)
Saint Cloud è una città degli Stati Uniti d'America, capoluogo della Contea di Stearns, nello Stato del Minnesota.
Si estende toccando anche altre due contee (Benton e Sherburne) su una superficie di 80,1 km² e nel 2007 contava 66 503 abitanti (831,81 per km²).

## Amministrazione

### Gemellaggi
- Spalt, dal 2006